# Shahrestān-e Rāmīān
Shahrestān-e Rāmīān (persiska: شهرستان راميان, راميان) är en delprovins (shahrestan) i Iran.   Den ligger i provinsen Golestan, i den norra delen av landet, 400 km öster om huvudstaden Teheran.
Delprovinsen hade 86 210 invånare 2016.